# Callitriche lechleri
Callitriche lechleri är en grobladsväxtart som först beskrevs av Christoph Friedrich Hegelmaier, och fick sitt nu gällande namn av Norman Carter Fassett. Callitriche lechleri ingår i släktet lånkar, och familjen grobladsväxter. Utöver nominatformen finns också underarten C. l. berteroana.